# Martin Earley
Martin Earley (Clonsilla, 15 giugno 1962) è un ex ciclista su strada e mountain biker irlandese.
Professionista dal 1985 al 1996, vinse una tappa al Tour de France e una tappa al Giro d'Italia.

## Carriera
Da dilettante partecipò alle olimpiadi di Los Angeles 1984 concludendo al diciannovesimo posto. I principali successi da professionista furono una tappa alla Vuelta al País Vasco e una al Giro d'Italia nel 1986, una tappa alla Vuelta al País Vasco nel 1987, due tappe al Tour du Vaucluse, il Tom Simpson Memorial e una tappa al Tour de France nel 1989, una tappa alla Vuelta a Galicia nel 1991 e i campionati irlandesi nel 1994. Partecipò a otto edizioni del Tour de France, tre della Vuelta a España, una del Giro d'Italia e sette dei mondiali. Nel 1996 partecipò alle Olimpiadi di Atlanta nella mountain bike, specialità cross country.

## Palmarès
- 1986

2ª tappa Vuelta al País Vasco (Antzuola > Ibardin)
14ª tappa Giro d'Italia (Savona > Sauze d'Oulx)
- 1987

3ª tappa Vuelta al País Vasco (Mungia > Ibardin)
- 1989

1ª tappa Tour du Vaucluse (Bollène > Bollène)
4ª tappa, 1ª semitappa Tour du Vaucluse (Le Pontet > Le Pontet)
Tom Simpson Memorial (Harworth)
7ª tappa Tour de France (Marmande > Pau)
- 1991

1ª tappa Vuelta a Galicia (La Coruña > Lugo)
- 1994

Campionati irlandesi, individuale in linea

### Altri successi
- 1989

Classifica a squadre Tour de France
Classifica a squadre Tour of Ireland

## Piazzamenti

### Grandi Giri
- Giro d'Italia:

1986: 47º
- Tour de France:

1985: 60º
1986: 46º
1987: 65º
1988: ritirato (17ª tappa)
1989: 44º
1990: ritirato (11ª tappa)
1991: ritirato (10ª tappa)
1992: 80º
- Vuelta a España

1987: 22º
1988: 19º
1993: ritirato (16ª tappa)

### Classiche monumento
- Milano-Sanremo

1986: 59º
1988: 79º
- Liegi-Bastogne-Liegi

1985: 65º
1988: 10º
1989: 44º
1990: 9º
1991: 78º
1993: 29º
- Giro di Lombardia

1989: 9º
1990: 36º
1991: 12º
1992: 53º

### Competizioni mondiali
- Giochi olimpici

Los Angeles 1984 - In linea: 19º
Los Angeles 1984 - Cronosquadre: 16º
Atlanta 1996 - Cross country: 25º
- Campionato del mondo

Giavera del Montello 1985 - In linea: 65º
Villach 1987 - In linea: ritirato
Ronse 1988 - In linea: ritirato
Chambéry 1989 - In linea: 7º
Stoccarda 1991 - In linea: 28º
Benidorm 1992 - In linea: ritirato
Oslo 1993 - In linea: ritirato